# إم تي في (الشرق الأوسط)
إم تي في الشرق الأوسط سابقًا إم تي في أرابيا (بالإنجليزية: MTV Middle East)‏؛ كانت قناة تلفزيونية موسيقية ترفيهية مجانية، ونسخة الشرق الأوسط لإم تي في. وكانت مشروعًا مشتركًا بين شبكة إم تي في العالمية وشبكة التلفزيون العربية، وهي شركة تابعة لشبكة البث العربية، وجزء من المجموعة الإعلامية العربية، أكبر مجموعة إعلامية في الإمارات العربية المتحدة. تم إطلاق القناة باسم إم تي في أرابيا، وتم تغيير علامتها التجارية إلى إم تي في الشرق الأوسط في 30 أغسطس 2011.
بدأت القناة بثها الأولي في 27 أكتوبر 2007، وتم إطلاقها في 17 نوفمبر 2007. اعتبارًا من 5 يناير 2015، توقفت إم تي في الشرق الأوسط عن البث على قمر عربسات وقمر نايل سات، واستبدلت بقناة إم تي في لايف المتوفرة على شبكة أو إس إن.

## البداية
جاء أول ذكر للمشروع ضمن تغطية الذكرى الخامسة والعشرين لقناة إم تي في الأصلية في عام 2006، وكشف عن ذلك فيصل عباس، المحرر الإعلامي لصحيفة الشرق الأوسط اليومية التي تتخذ من لندن مقراً لها، والتي ذكرت أن إم تي في "مهتمة للغاية في سوق القنوات الفضائية العربية "ونقل عن دين بوسينيسكي، نائب رئيس الشبكة والمدير العام للأسواق الناشئة، قائلاً:" نأمل [أن نكون] في السوق خلال الـ 24 شهرًا القادمة "ولكن، كل هذا يتوقف على إيجاد الشركاء المحليين المناسبين".
شارك كل من إيكون ولوداكريس بالإضافة إلى اللبناني الكندي كارل وولف والسعودي قصي خضر وفرقة ديزرت هيت الإماراتية في حفل إطلاق القناة في نوفمبر 2007. أغنية «أفريكا» للمغني كارل وولف كانت أول أغنية تبث على القناة.
كانت إم تي في أوروبا متاحة سابقًا في المنطقة عن طريق شبكة شوتايم أرابيا. قدمت قناة شوتايم أرابيا بعض الأغاني العربية وبرنامجًا محليًا أطلق عليه اسم «مشاوير» والذي أعيدت تسميته لاحقًا باسم «سلام» ضم المقدم دي جي مادجام والمضيفة الرئيسية سوزي إليان.

## محتوى
كانت القناة تهدف إلى أن تكون منصة للشباب العربي، جاعلة لآرائهم بأن تكون عاملاً كبيراً في عرض البرامج المستقبلية. وكانت تستهدف الفئة العمرية من سن 16 إلى 35 بشكل خاص ومحتواها عبارة عن برامج، مسلسلات، وفقرات موسيقية تعرض مختلف أنواع الموسيقى الغربية.

### برامج إم تي في الشرق الأوسط
كان يعرض عليها برامج عربية مثل:
- هيب هوبنا
- ريوس
- إم تي في وياكم
- بنات
- نعناع
- سينما
- بقابيق
- وصلتي
- أمّور
- إنترودوسينق
- أراب ستارز ♬

### برامج من إم تي في
إم تي في الشرق الأوسط عرضت برامج من إم تي في مثل:
- الرجل العنكبوت - MTV Spider-Man 2003
- مستر ميتي
- جائزة اختيار الأطفال نكلوديون 2013
- باور رينجرز
- بيلا آند ذا بولدوغز
- باور رينجرز ميغا فورس
- باور رينجرز ساموراي
- باور رينجرز سوبر ساموراي
- جائزة اختيار أطفال نكلوديون
- فيكتوريس
- سوبا نينجاز
- فيكتوريوس
- سام وكات
- ذا ثاندرمانز
- بيج تايم راش
- زوي 101
- Ned's Declassified School Survival Guide
- كينان آند كيل
- فريد: ذا شو
- كاتفيش: ذا تي في شو
- بلين جين (جين البسيطة)
- ناثينغ بت هيتس ♬
- سنوكي و جيواو
- ميْد
- نو 1 هيتس ♬
- ذي أوزبورنز
- ذا هاونتد هاثاوايز
- ماكس أند شريد
- دريك أند جوش
- آي كارلي
- جاست جوردن
- أنفابيولس
- ذا تروب
- ريديكيولاسنيس
- بيمب ماي رايد
- ديزاستر ديت (الموعد الكارثي)
- تين وولف
- فريندزون
- أوكورد
- آي يوزد تو بي فات (كنت سمين)
- كريبس
- تريبل بلاي ♬
- تين كريبس
- روم ريّديرز
- ماي سوبر سويت 16
- روب آند بيغ
- بانكد
- ذا هيلز
- جاكاس
- فيست أوف زِن
- وِن آي وز سيفنتين (عندما كنت في سن السابعة عشر)
- ماي أون
- إم تي في ورلد ستيج ♬
- لايف أوف راين
- واي آي كانت بي يو
- ماي لايف أز لزِ
- سيلبرتي ديث ماتش
- ذا أشيلي سيمبسون شو
- تشيلسي سيتلز
- أندرإمبلويد
- توتال ريكويست لايف ♬
- تو أي دايز
- أميريكانز بيست دانس كرو
- ترو لايف
- أودرينا
- مايكينغ ذا باند
- تاكيتا + كاوي
- ذا تريب
- ذا شوب
- رسلينغ سوسايتي إكس
- أدفانشيرز إن هوليوود
- دايري
- إم تي في بُوش ♬  (فقرة شهرية يتم عرضها بشكل متكرر في فترات مختلفة)
- روم 401
- هوغان نوّز بيست
- ميس سفنتين
- هيدبانغيرز بال
- بويلينغ بوينتس
- ذا سيتي
- أي-ليست بلاي ليست ♬
- ووندر شوزِن
- نايترو سيركس
- باريس هيلتون ماي نيو بي إف إف
- ذا ريل ورلد
- بيفيز آند بت-هيد
- يانغ آند ماريد
- قطعة 13
- ذا إكس آند ذا واي

## شعارات القناة

شعار القناة عندما تم إفتتاحها باسم إم تي في أرابيا
الشعار الثاني للقناة تم استخدامه حتى 30 أغسطس 2011
شعار القناة الأخير بعد ما تم تغييرها إلى إم تي في الشرق الأوسط في 30 أغسطس 2011

## قنوات أخرى
- كلوب إم تي في
- إم تي في الثمانينيات
- إم تي في التسعينيات
- إم تي في الألفينيات
- إم تي في لايف إتش دي
- نيكلوديون العربية
- نيكتونز العربية
- نيكجونيور العربية
- كوميدي سنترال عربية
- قناة باراماونت العربية

## وصلات خارجية
- الموقع الرسمي
- إم تي في  على فيسبوك.